# Jonathan Viera
Jonathan Viera Ramos (Las Palmas, 1989. október 21. –) spanyol válogatott labdarúgó, a Las Palmas középpályása.

## Pályafutása

### Klubcsapatban
Jonathan Viera Las Palmasban született, és itt kezdte pályafutását, az UD Las Palmas csapatában. 2010. február 18-án megújította szerződését 2013 júniusáig, addigra a tartalékcsapatban már rendszeres játéklehetőséget kapott a másodosztályban. Itt kapta a Romário becenevet. A 2010-11-es másodosztályú szezonban 31 tétmérkőzésen hat gólt szerzett, huszonhatszor volt a kezdőcsapat tagja.
2012 januárjában, bár csapata megegyezett a Granadával az átigazolásról, maradt a Las Palmas játékosa, annak ellenére, hogy több csapat szerződtette volna. A tartalékcsapat második leggólerősebb játékosa volt kilenc találattal, eggyel elmaradva Vitolo mögött. 
2012. május 6-án, egy hónappal a szezon befejezte előtt, Vieira aláírt a Valenciához, akik két és félmillió eurót fizettek érte. Új csapatában a Barcelona ellen debütált, első gólját pedig 2012. szeptember 29-én szerezte a Real Zaragoza ellen 2-0-ra megnyert bajnokin. 2013. augusztus 30-án kölcsönbe került a Rayo Vallecano csapatához, ahol 26 bajnokin öt gólt szerzett. 
2014. szeptember 1-jén szerződést bontott a Valenciával, majd a belga Standard de Liège csapatához írt alá. Mindössze három bajnokin, összesen hét tétmérkőzésen lépett pályára. Egyetlen gólját a klub színeiben a Feyenoord ellen szerezte a 2014–2015-ös Európa-liga sorozat csoportkörében. 
2015. január 14-én az idény végéig kölcsönben visszatért a Las Palmashoz. 21 tétmérkőzésen hét gólt szerzett, csapata pedig tizenhárom év után feljutott az élvonalba. 2015. július 14-én három évre szóló szerződést írt alá.
2018. február 19-én Viera csatlakozott a kínai élvonalban szereplő Peking Kuoanhoz. A Las Palmas, amely tizenegymillió eurót kapott játékosáért, visszavásárlási záradékot kapott az átigazoláskor. Viera elismerte, hogy a szerződés aláírásakor jövőjének biztosítását tartotta szem előtt. 2019 augusztusában december végéig kölcsönben visszatért előző klubjához. 2021. augusztus 23-án ötéves szerződéssel visszatért Las Palmasba. 2023. december 14-én közös megegyezéssel távozott. 2024. február 6-án 2025 június 30-ig szóló szerződést kötött az UD Almería csapatával, de július 15-én távozott.
2024. július 17-én egyéves szerződést írt alá az arab Khor Fakan csapatával. 2025. február 4-én aláírt a malajziai Johor Darul Ta'zim csapatához. Július 12-én negyedszerre tért vissza Las Palmas csapatához, egyéves szerződést írt alá.

### A válogatottban
2019. október 9-én a 2018-as világbajnoki selejtezősorozatban Julen Lopetegui lehetőséget adott neki a spanyol válogatottban az Izrael elleni mérkőzésen.

## További információ
- Jonathan Viera adatlapja a National-Football-Teams.com oldalon (angolul)